# Rada narodowa (Polska Ludowa)

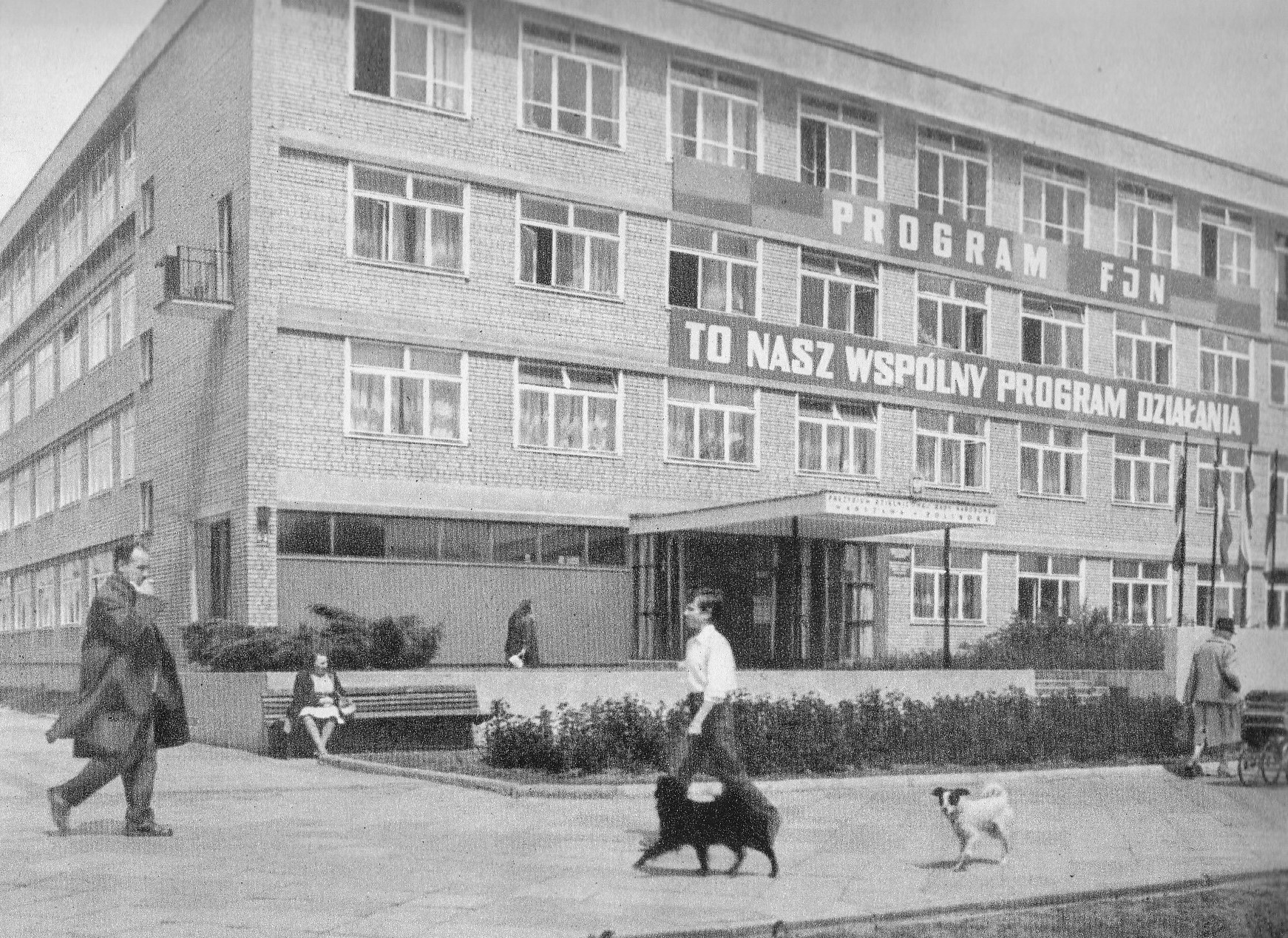
Siedziba Dzielnicowej Rady Narodowej w Warszawie-Żoliborzu

Rada narodowa – w Polsce Ludowej przedstawicielski organ władzy wzorowany na radzieckim sowiecie, istniejący w latach 1944–1990, którego usytuowanie ustrojowe ulegało zmianom na przestrzeni lat:
- w latach 1944–1950 miał to być:
  - organ ustawodawczy (w postaci Krajowej Rady Narodowej do 1947 r.)
  - organ stanowiący tzw. samorządu terytorialnego (w postaci gminnych, miejskich, powiatowych i wojewódzkich rad narodowych),
- w latach 1950–1957 miał to być terenowy organ jednolitej administracji państwowej, którym była dzielnicowa, gminna, miejska, powiatowa i wojewódzka rada narodowa, wyłaniający organ wykonawczy, którym było jej prezydium,
- w latach 1958–1982 miał to być przedstawicielski organ władzy państwowej i podstawowy organ samorządu społecznego, w praktyce o bardzo ograniczonych kompetencjach, mający planować działalność publiczną oraz kontrolować terenowe organy administracji państwowej powoływane przez rząd; była nim:
  - w latach 1958–1972 gromadzka, dzielnicowa, miejska, powiatowa i wojewódzka rada narodowa,
  - w latach 1973–1975 dzielnicowa, gminna, miejska, powiatowa i wojewódzka rada narodowa,
  - w latach 1975–1982 dzielnicowa, gminna, miejska i wojewódzka rada narodowa,
- w latach 1983–1990 miał to być przedstawicielski organ władzy państwowej i podstawowy organ samorządu społecznego będący zarazem (jedynie z nazwy) organem samorządu terytorialnego ludności, mający planować działalność publiczną oraz kontrolować terenowe organy administracji państwowej powoływane przez rząd, zaś w zakresie swoich kompetencji wykonywanych samodzielnie (w praktyce bardzo ograniczonych) także wykonywać zwierzchnictwo nad tymi organami; była to dzielnicowa, gminna, miejska i wojewódzka rada narodowa.

Po II wojnie światowej władze komunistyczne dążyły do ograniczenia roli samorządu terytorialnego. Początkowo przywrócono część uregulowań z czasów II Rzeczypospolitej, co było podyktowane względami praktycznymi. Jednak już od 1950 r., naśladując wzorce radzieckie, samorząd terytorialny został zlikwidowany, a rady stały się hierarchiczną konstrukcją organów jednolitej władzy państwowej. Fasadowość demokracji rad stała się wówczas podwójna, jako że w wyborach głosowano na jedną listę wyborczą, a liczba kandydatów odpowiadała liczbie mandatów do obsadzenia, ale nawet przy tak niereprezentatywnym składzie organy te według niektórych krytycznych naukowców służyły wyłącznie funkcjom dekoracyjnym i nie miały realnej władzy, jako że ta skupiona była w egzekutywach komitetów monopartii, którymi w przypadku Polski były egzekutywy komitetów Polskiej Zjednoczonej Partii Robotniczej, na czele z Biurem Politycznym jej Komitetu Centralnego.

## Statut tymczasowy rad narodowych i Manifest PKWN
Początkowo obecne były sprzeczne tendencje: przywiązanie do tradycji przedwojennych oraz przymiarki do recepcji instytucji radzieckich. Według statutu tymczasowego rad narodowych z 1 stycznia 1944 roku, rady miały składać się z przedstawicieli „wszystkich organizacji i zrzeszeń demokratyczno-niepodległościowych” oraz z osób dokooptowanych przez radę w liczbie 1/5 jej składu. Planowano jednolitość władzy i brak innych organów terenowych, a także hierarchiczność rad, z Krajową Radą Narodową (od stycznia 1945 jej prezydium) na szczycie. 22 lipca 1944 roku ogłoszono Manifest PKWN, odrzucający konstytucję kwietniową i deklarujący przywrócenie niektórych demokratycznych zasad konstytucji marcowej, a także wprowadzenie terenowych rad narodowych: wojewódzkich, powiatowych i gminnych, przez „upełnomocnionych przedstawicieli” Krajowej Rady Narodowej. Dekretem z 21 sierpnia 1944 roku (Dz.U. z 1944 r. nr 2, poz. 8, z późn. zm.) przywrócono wojewodów i starostów.

## Rady narodowe powołane w oparciu o ustawę i dekret z 1944 r.
Na podstawie ustawy z 1944 r. o organizacji i zakresie działania rad narodowych powołano rady narodowe. Ustawa była nowelizowana dwukrotnie w 1945 i w 1946 r. oraz ukazało się obwieszczenie Prezydenta Krajowej Rady Narodowej z 1946 r. w sprawie ogłoszenia jednolitego tekstu ustawy z dnia 11 września 1944 r. o organizacji i zakresie działania rad narodowych.
Udział w tworzeniu rad narodowych miały brać wszystkie organizacje i zrzeszenia demokratyczno-niepodległościowe, które zgłosiły swoją działalność we właściwych organach Rządu, ale jedynie te, które stały „na gruncie ustawy konstytucyjnej z 17 marca 1921 r.”, co w praktyce wykluczało wszystkie stronnictwa wchodzące w skład Rządu Rzeczypospolitej Polskiej na uchodźstwie.
Struktura hierarchiczna rad narodowych była następująca:
- Krajowa Rada Narodowa (tymczasowy parlament komunistyczny w latach 1944–1947),
- wojewódzkie rady narodowe,
- powiatowe rady narodowe,
- miejskie rady narodowe,
- gminne rady narodowe.

### Krajowa Rada Narodowa
Krajowa Rada Narodowa miała składać się:
- z członków Krajowej Rady Narodowej, którzy zostali powołani przed uchwaleniem ustawy z 1944 r.,
- z przedstawicieli, delegowanych przez organizacje polityczne i gospodarcze, centralne zrzeszenia zawodowe i społeczne, działające na terytorium Rzeczypospolitej,
- z przedstawicieli wojewódzkich rad narodowych oraz Rad Narodowych miast Warszawy i Łodzi w liczbie po 5 członków od każdej z tych rad,
- z przedstawicieli organizacji polskich za granicą, skupiających w swych szeregach obywateli polskich, o ile organizacje te podporządkowały się Krajowej Radzie Narodowej,
- z dokooptowanych przez Krajową Radę Narodową, na wniosek jej prezydium, wybitnych i zasłużonych przedstawicieli wojskowości, nauki, literatury, sztuki i pracy społecznej z tym, by liczba dokooptowanych nie przekraczała 1/4 ogólnej liczby członków Krajowej Rady Narodowej.

Organizacje polityczne miały wysyłać swych przedstawicieli do Krajowej Rady Narodowej na podstawie porozumienia się między sobą ich instancji kierowniczych. Liczbę przedstawicieli zrzeszeń zawodowych i społecznych miało ustalać w każdym konkretnym przypadku Prezydium Krajowej Rady Narodowej, biorąc pod uwagę rzeczywistą rolę społeczną, wpływ i liczebność danej organizacji oraz zasadę, aby w Krajowej Radzie Narodowej były odpowiednio reprezentowane wszystkie niżej wymienione zrzeszenia:
- robotnicze i pracownicze związki zawodowe,
- organizacje i zrzeszenia zawodowe inteligencji pracującej,
- organizacje rzemieślnicze,
- organizacje rolnicze,
- centrale i związki spółdzielcze,
- organizacje i zrzeszenia przemysłowe i handlowe,
- instytucje kulturalne i oświatowe,
- stowarzyszenia pomocy i opieki społecznej,
- organizacje młodzieży.

Ogólna liczba członków Krajowej Rady Narodowej nie mogła przekraczać 444 osób. Członkowie Krajowej Rady Narodowej używali tytułu „poseł do Krajowej Rady Narodowej”.

#### Ustrój i kompetencje Krajowej Rady Narodowej
Posiedzenia Krajowej Rady Narodowej odbywały się przynajmniej raz na kwartał, a obecność na posiedzeniu była obowiązkowa. Krajowa Rada Narodowa wybierała prezydium, złożone z 5 do 7 osób. W skład prezydium wchodzili: Przewodniczący KRN (od 31 grudnia 1944 – Prezydent KRN), jego 2 zastępcy, Naczelny Dowódca Wojska Polskiego, oraz członkowie. Członkowie Prezydium Krajowej Rady Narodowej nie mogli jednocześnie zajmować stanowisk w administracji państwowej lub samorządowej. Zakres działania Krajowej Rady Narodowej miał obejmować:
- ustawodawstwo;
- planowanie działalności publicznej, w szczególności ustalanie budżetów i planów świadczeń w naturze;
- ustalanie stanu liczebnego wojska oraz liczby mającego być pobranym rekruta;
- kontrolę działalności organów wykonawczych, z punktu widzenia zgodności z ustawami i uchwalonymi planami, oraz polityki i celowości;
- powoływanie i odwoływanie Naczelnego Dowództwa Wojska Polskiego;
- uchwalanie w drodze ustawy podstawowych aktów gospodarki, jako to: zaciągania pożyczek, zbycia, zamiany lub obciążania nieruchomego majątku państwowego, przyjęcia gwarancji finansowych;
- zatwierdzenie umów handlowych, celnych oraz stale obciążających Państwo pod względem finansowym;
- uchwalanie w drodze ustawy nadzwyczajnych aktów politycznych, jako to: wypowiadanie wojny, zawarcie pokoju, zawarcie przymierza, wprowadzenie stanu wyjątkowego, wprowadzenie stanu wojennego, zatwierdzenie międzynarodowych umów państwowych, wprowadzających przepisy prawne, obowiązujące obywateli polskich albo zmieniające granice państwa, amnestia.

### Terenowe rady narodowe
Wbrew pierwotnym planom, na mocy ustawy 11 września 1944 roku o organizacji i zakresie działania rad narodowych (Dz.U. z 1944 r. nr 5, poz. 22, z późn. zm.), terenowe rady miały stać się organami uchwałodawczymi samorządu terytorialnego, których zakres działalności terytorialnej opierał się na podziale administracyjnym Rzeczypospolitej Polskiej, z kolei dekret PKWN z 23 listopada 1944 roku o organizacji i zakresie działania samorządu terytorialnego (Dz.U. z 1944 r. nr 14, poz. 74) wprowadzał:
- Przywrócenie organów wykonawczych samorządu – zarządów gminnych, miejskich, wraz z wójtami, burmistrzami i prezydentami, oraz wydziałów powiatowych.
- Wprowadzenie samorządu wojewódzkiego – miał on posiadać organ przedstawicielski wybierany w wyborach powszechnych (po raz ostatni stwierdzenie, iż kobiety i mężczyźni mają równe prawa). Wydział wojewódzki – organ wykonawczy, w którego skład wchodziło 6 radnych, którzy otrzymali największą liczbę głosów. Osoby te jednak musiały mieć min. 5 lat stażu w administracji rządowej lub samorządowej. Kadencja tego organu – 5 lat.

W dekrecie przede wszystkim uregulowano status szczebla gminnego. Dekret przewidywał jego podwójne podporządkowanie: organom wyższego szczebla i organom administracji rządowej – kierownikowi resortu administracji (podobnie jak w ustawie „scaleniowej” z 1933 roku). Doprowadził on do zaistnienia dualizmu władzy samorządowej i administracji – istnienie obok siebie pionu administracji rządowej oraz pionu administracji samorządowej i rad narodowych. Rozbudowanie administracji niezespolonej – szczególna pozycja wojewódzkich i powiatowych organów bezpieczeństwa publicznego i Milicji Obywatelskiej. Zgodnie z postanowieniami dekretu, samorząd wykonywał zadania o charakterze lokalnym, niezastrzeżone na rzecz innych organów (zasada domniemania kompetencji).

#### Ustrój i kompetencje terenowych rad narodowych
Posiedzenia rad narodowych wojewódzkich, powiatowych, miejskich i gminnych odbywały się obowiązkowo przynajmniej raz na miesiąc, a obecność na posiedzeniu rady narodowej była obowiązkowa. Rady narodowe wybierały ze swego grona prezydium, złożone z przewodniczącego, jego zastępcy oraz 3 członków. Do kompetencji terenowych rad narodowych miały należeć:
- planowanie działalności publicznej, a w szczególności ustalanie budżetu oraz planu świadczeń w naturze;
- kontrola działalności organów wykonawczych (rządowych i samorządowych) oraz instytucji i osób, wykonujących funkcje zlecone w zakresie administracji i gospodarki publicznej z punktu widzenia legalności, celowości i zgodności z zasadniczą linią działalności Krajowej Rady Narodowej;
- powoływanie samorządowych organów wykonawczych;
- ustalanie zasad i warunków, na których organy wykonawcze samorządu mogą zawierać umowy w sprawie zaciągnięcia pożyczki, zbycia, zamiany lub obciążenia majątku nieruchomego;
- uchwalanie regulaminów obrad rady i komisji.

Ponadto opiniowały one kandydatury na stanowiska wojewody i starosty, mogły też wnioskować o ich odwołanie, prezydia rad miały sprawować też tzw. kontrolę społeczną nad organami rządowej administracji. Nowelizacja tej ustawy z 1946 roku – odwrócenie kolejności zadań: rady organami planowania działalności publicznej i kontroli, a wykonywanie zadań organów uchwałodawczych samorządu stało się zadaniem zleconym. Zakres działalności terytorialnej rad narodowych, opierał się na podziale administracyjnym Rzeczypospolitej Polskiej.
Wykluczono spod kompetencji samorządu następujące dziedziny:
- poczta
- sprawy zagraniczne i handel
- wymiar sprawiedliwości
- bezpieczeństwo obrotu handlowego
- sprawy wojskowe (np. aprowizacja wojska); 50 km – pas administracji wojskowej przy linii frontu[7].

### Odrębny status Ziem Odzyskanych
W latach 1945–1949 istniało powołane dekretem z 13 listopada 1945 roku (Dz.U. z 1945 r. nr 51, poz. 295) Ministerstwo Ziem Odzyskanych (pod kierownictwem Władysława Gomułki), na owych ziemiach funkcjonowały:
- okręgowi i obwodowi pełnomocnicy rządu – organy administracji rządowej zespolonej, mające szerokie kompetencje. Nazywano ich wojewodami i starostami. Podporządkowane im były też organy administracji niezespolonej.
- rady narodowe – powstały z opóźnieniem (początkowo mało Polaków na tych ziemiach).
- początkowo podział administracyjny na okręgi i obwody odpowiadające dawnym powiatom niemieckim, od 1945 roku – województwa i powiaty.

## Rada narodowa wg ustawy z 1950 r.
Lata 1949–1950 to całkowita recepcja rozwiązań radzieckich („demokracja rad oparta na centralizmie demokratycznym”). Na podstawie ustawy z 1950 r. o terenowych organach jednolitej władzy państwowej, rady narodowe stały się terenowymi organami jednolitej władzy państwowej w gminach, miastach i dzielnicach większych miast, w powiatach i województwach, oficjalnie w celu dalszego pogłębienia demokratyzacji Polski Ludowej przez jeszcze pełniejszy udział mas pracujących w rządzeniu Państwem i skupienia w radach narodowych pełni władzy ludowej w terenie, natomiast w rzeczywistości ustawa ta ustanawiała w Polsce:
- zniesienie samorządu terytorialnego,
- zniesienie terenowych organów administracji rządowej zespolonej (wojewodów, wicewojewodów, starostów, wójtów, wydziałów wojewódzkich i powiatowych),
- deklarowała przekazanie „całej władzy w ręce rad narodowych”, które były terenowymi jednolitymi organami władzy państwowej w gminach, dzielnicach większych miast, miastach, powiatach i województwach, a ich organami wykonawczo-zarządzającymi były prezydia rad[8].

W tym samym okresie zniesiono także samorządy zawodowe lekarzy, lekarzy dentystów, lekarzy weterynarii, farmaceutów oraz notariuszy.

### Zakres i tryb działania rad narodowych
Rady narodowe jako terenowe organy jednolitej władzy państwowej miały:
- kierować na swoim terenie działalnością gospodarczą, społeczną i kulturalną,
- zapewniać ochronę porządku publicznego i czuwać nad przestrzeganiem praworządności demokratycznej,
- ochraniać własność społeczną i prawa obywateli,
- współdziałać w umocnieniu obronności Państwa,
- wydawać przepisy prawne w ramach uprawnień nadanych im przez ustawy,
- wybierać i odwoływać prezydium rady narodowej oraz powoływać komisje rady narodowej,
- kierować działalnością swoich organów i rozpatrywać ich sprawozdania,
- uchwalać w ramach narodowego planu gospodarczego terenowe plany gospodarcze i nadzorować ich wykonanie,
- uchwalać w ramach jednolitego budżetu państwowego terenowe budżety i nadzorować ich wykonanie,
- stanowić o terenowych daninach, opłatach i świadczeniach, w ramach uprawnień nadanych im przez ustawy,
- wykonywać kontrolę społeczną działalności urzędów, przedsiębiorstw, zakładów i instytucji.

Zakres spraw, objętych terenowymi planami gospodarczymi, oraz tryb układania projektów tych planów w ramach wytycznych narodowego planu gospodarczego, miała określać Rada Ministrów.

### Komisje rad narodowych
Rady narodowe miały powoływać dla poszczególnych dziedzin swojej działalności stałe komisje, które z ramienia rady miały wykonywać nadzór nad działalnością jej organów, przygotowywać projekty ważniejszych uchwał rady, sprawować kontrolę społeczną, utrzymywać stałą i ścisłą więź z masami pracującymi.
Wykonując swoje zadania, komisje miały współdziałać z prezydium i jego organami oraz mobilizować inicjatywę mas pracujących i przyciągać je do współudziału w pracach rady i jej organów.
Prezydium rady narodowej i jego organy miały być zobowiązane udzielać komisjom wszechstronnej pomocy w wykonywaniu ich zadań.

### Organy wykonawcze rad narodowych
Prezydium rady narodowej było jej organem wykonawczym i zarządzającym, mającym działać kolegialnie. Rada narodowa miała wybierać przewodniczącego prezydium rady narodowej, jego zastępców oraz sekretarza i członków prezydium. W mniejszych gminach prezydium gminnej rady narodowej miało składać się z przewodniczącego, jego zastępcy i sekretarza.
Prezydium rady narodowej miało sprawować na podległym sobie terenie wszystkie funkcje wykonawcze władzy państwowej w ramach obowiązujących przepisów.
W szczególności prezydium rady narodowej miało:
- wykonywać uchwały rady oraz zarządzenia i polecenia władz zwierzchnich,
- realizować kierownictwo działalnością gospodarczą, społeczną i kulturalną oraz inne uprawnienia rady,
- kierować działalnością przedsiębiorstw, zakładów i instytucji, podległych radzie narodowej,
- przygotowywać i zwoływać sesje rady oraz układać projekt porządku dziennego jej obrad,
- współdziałać z komisjami rady i przedkładać im określone sprawy do rozpatrzenia,
- opracowywać projekt terenowego budżetu i terenowego planu gospodarczego,
- ustalać wytyczne dla pracy wydziałów prezydium,
- rozpatrywać sprawozdania przewodniczącego i innych członków prezydium,
- rozpatrywać sprawozdania urzędów, przedsiębiorstw, zakładów i instytucji,
- składać ze swej działalności sprawozdania na posiedzeniach rady oraz przedstawiać okresowe sprawozdania ze swej działalności prezydium rady wyższego stopnia.

Ustanowiono podwójne podporządkowanie prezydiów (poziome – radzie narodowej i pionowe – prezydium wyższego stopnia), prezydia wojewódzkie podporządkowane były Radzie Ministrów.

### Nadzór nad radami narodowymi i ich organami
Zwierzchni nadzór nad radami narodowymi sprawowała Rada Państwa (powstała w 1947 roku, od 1952 roku – emanacja Sejmu).
W zakresie zwierzchniego nadzoru nad radami narodowymi Rada Państwa:
- zarządzała wybory do rad narodowych,
- rozpatrywała sprawozdania wojewódzkich rad narodowych,
- udzielała radom narodowym wytycznych i instrukcji,
- nadawała kierunek działalności radom narodowym w dziedzinie kontroli społecznej,
- rozpatrywała sprawy, związane z funkcjonowaniem rad narodowych i ich organów,
- decydowała w innych przypadkach, przewidzianych w niniejszej ustawie.

Rada Państwa mogła rozwiązać radę narodową i zarządzić nowe wybory, jeżeli rada narodowa swoją działalnością naruszała przepisy prawa lub zasadniczą linię polityki Państwa albo nie wykonywała swoich zadań.

## Rada narodowa wg ustawy z 1958 r.
Na podstawie ustawy z 1958 r. o radach narodowych dokonano nowelizacji ustawy o radach narodowych z 1950 r., oficjalnie w celu określenia zakresu działania i dalszego rozszerzenia ich uprawnień, prawidłowego ustalenia kompetencji organów rad narodowych oraz umocnienia samodzielności rad narodowych, przy równoczesnym ustaleniu uprawnień nadzorczych niezbędnych dla realizacji jednolitej polityki w Państwie. W praktyce rady pozbawiono statusu terenowych organów administracji państwowej oraz kompetencji wyłaniania organów wykonawczych, ograniczając ich zadania do uchwalania planów gospodarczych i corocznych budżetów objętych planami oraz uchwalania wieloletnich i rocznych planów gospodarczych, mających być zgodnymi z kierunkami i zadaniami ustalonymi dla gospodarki rad narodowych w Narodowych Planach Gospodarczych. Plany miały obejmować najważniejsze zadania jednostek objętych planem centralnym, ale wyłącznie w zakresie dotyczącym terenu działalności rady narodowej.

### Zakres działania rad narodowych
Rady narodowe miały kierować na swoim terenie działalnością gospodarczą, społeczną i kulturalną. Do rad narodowych miały należeć wszystkie sprawy w zakresie władzy i administracji państwowej, niezastrzeżone na rzecz innych organów.
W szczególności do zakresu działania rad narodowych należały sprawy:
- ochrony porządku i bezpieczeństwa publicznego,
- rolnictwa,
- przemysłu terenowego i rzemiosła;
- budownictwa terenowego, inspekcji budowlanej, zabudowy miast i wsi;
- gospodarki komunalnej i mieszkaniowej;
- handlu wewnętrznego;
- skupu;
- budowy i utrzymania dróg oraz transportu drogowego;
- gospodarki wodnej;
- oświaty i kultury;
- zdrowia, kultury fizycznej i turystyki;
- zatrudnienia;
- rent i pomocy społecznej;
- finansów;
- inne sprawy administracji państwowej.

### Budżety rad narodowych
Rady narodowe uchwalały corocznie budżety. Ustalane w budżetach terenowych wydatki miały zawierać pokrycie przede wszystkim w dochodach własnych. Radom narodowym miała być przyznawana dotacja z budżetu centralnego, stosownie do przepisów prawa budżetowego.
Dochodami własnymi miały być w szczególności:
- wpłaty podległych radzie narodowej przedsiębiorstw i zakładów,
- wpłaty za korzystanie ze świadczeń i usług oraz dochody majątkowe i administracyjne jednostek podległych radzie narodowej,
- wpłaty z podatków i opłat terenowych oraz udziałów w dochodach budżetu centralnego,

Wygospodarowane nadwyżki budżetowe rady narodowe miały wykorzystywać dla realizacji swoich zadań na zasadach ustalonych w prawie budżetowym.
Rady narodowe miały udzielać organizacjom spółdzielczym pomocy przy wykonywaniu ich zadań oraz koordynować ich działalność gospodarczą z działalnością gospodarczą jednostek podporządkowanych radom narodowym.

### Wojewódzkie rady narodowe
Wojewódzkie rady narodowe miały nadawać ogólny kierunek działalności rad narodowych na terenie województwa oraz miały koordynować dzielność rad powiatowych i miejskich. Wojewódzkie rady narodowe miały podejmować działalność gospodarczą, społeczną i kulturalną o zasięgu szerszym niż powiatowy, w szczególności do ich zadań miały należeć sprawy:
- przedsiębiorstw przemysłu terenowego, projektowych i budowlanych o zasięgu wojewódzkim lub międzypowiatowym,
- państwowych gospodarstw rolnych, przedsiębiorstw mechanizacji rolnictwa oraz robót melioracyjnych,
- przedsiębiorstw państwowej komunikacji samochodowej,
- państwowych hurtowni spożywczych i przemysłowych, w zakresie ustalonym przez Radę Ministrów, z wyjątkiem hurtowni o zasięgu międzywojewódzkim,
- budowy i utrzymania dróg państwowych i mostów, w zakresie ustalonym przez Radę Ministrów,
- szkół i innych placówek oświatowo-wychowawczych, w zakresie przewidzianym w obowiązujących przepisach,
- teatrów, bibliotek wojewódzkich, muzeów i domów kultury,
- wojewódzkich i rejonowych szpitali oraz aptek, a także przedsiębiorstw uzdrowiskowych o znaczeniu wojewódzkim i sanatoriów,
- zakładów specjalnych pomocy społecznej.

### Powiatowe rady narodowe
Powiatowe rady narodowe i miejskie stanowiące powiaty miały być właściwe we wszystkich sprawach należących do zakresu działania rad narodowych, z wyjątkiem spraw zastrzeżonych do właściwości rad narodowych niższego lub wyższego stopnia.
Do zakresu działania powiatowych rad narodowych miały należeć w szczególności sprawy:
- przedsiębiorstw mechanizacji rolnictwa i robót melioracyjnych,
- pomocy dla spółdzielni produkcyjnych i innych form zespołowej gospodarki,
- przedsiębiorstw przemysłu terenowego i remontowo-budowlanych,
- budownictwa wiejskiego,
- przedsiębiorstw miejskiego handlu detalicznego i państwowych przedsiębiorstw gastronomicznych,
- budowy i utrzymania dróg lokalnych,
- szkół i innych placówek oświatowo-wychowawczych,
- lecznictwa otwartego o zasięgu powiatowym: szpitali, przychodni specjalistycznych, stacji pogotowia ratunkowego, stacji sanitarno-epidemiologicznych, aptek, przedsiębiorstw uzdrowiskowych,
- zakładów pomocy społecznej.

### Miejskie rady narodowe
Miejskie rady narodowe miały sprawować administrację państwową w zakresie przewidzianym w obowiązujących przepisach.
W szczególności do zakresu działania miejskich rad narodowych w miastach niestanowiących powiatów miejskich należały sprawy:
- miejskich elektrowni i gazowni, zakładów wodociągowych kanalizacyjnych i oczyszczania miasta oraz przedsiębiorstw komunikacji miejskiej, jak również budowy i utrzymania dróg, ulic, placów i mostów,
- zarządu budynków mieszkalnych, hoteli miejskich, gospodarki terenami,
- miejskich zakładów produkcyjnych i jednostek usługowych,
- zabezpieczenia właściwego pomieszczenia i obsługi gospodarczej szkół podstawowych oraz prowadzenia przedszkoli,
- teatrów, instytucji muzycznych, archiwów, miejskich domów kultury i świetlic, bibliotek powszechnych,
- lecznictwa otwartego, izb porodowych i punktów położniczych oraz żłobków.

### Gromadzkie rady narodowe
Podstawowym zadaniem gromadzkich rad narodowych miało być popieranie rozwoju produkcji rolnej, wykorzystanie lokalnych możliwości dla zaspokojenia potrzeb komunalnych, socjalnych i kulturalnych mieszkańców gromady oraz zapewnienie wykonanie przez nich obowiązków względem państwa.
Gromadzkie rady narodowe miały wspomagać administrację państwową w zakresie przewidzianym w obowiązujących przepisach, w szczególności w zakresie podatków i innych świadczeń, prowadzenia spraw meldunkowych i rejestracji aktów stanu cywilnego.
W szczególności gromadzkie rady narodowe miały:
- współdziałać z kółkami rolniczymi, rolniczymi spółdzielniami produkcyjnymi i innymi organizacjami spółdzielczymi, dbały o właściwe i terminowe przeprowadzenie prac w rolnictwie, czuwały nad stanem sanitarno-weterynaryjnym w gromadzie i organizowały ochronę roślin,
- współdziałać z radami robotniczymi w państwowych gospodarstwach rolnych,
- stosownie do przepisów o ochronie lasów niestanowiących własności Państwa, dbać o prawidłowy rozwój i ochronę drzewostanu, pomagać w organizowaniu zespołów leśnych, dbać o zalesienie nieużytków oraz o rozwój i ochronę zadrzewień,
- współdziałać ze spółdzielniami zaopatrzenia i zbytu w sprawie należytego zaopatrzenia wsi w artykuły przemysłowe i konsumpcyjne oraz dbały o rozwój jednostek usługowych,
- zarządzać mieniem gromadzkim, prowadzić drobne zakłady produkcyjne, młyny gospodarcze i jednostki usługowe, zapewniać usługi komunalne oraz utrzymywać lokalne drogi gruntowe,
- zabezpieczać właściwe pomieszczenie i obsługę gospodarczą szkół podstawowych, szkół przysposobienia rolniczego, przedszkoli i izb porodowych, prowadzić świetlice gromadzkie, biblioteki, dziecińce, punkty felczerskie, położnicze i żłobki.

## Rada narodowa wg ustawy z 1983 r.
Na podstawie ustawy z 1983 r. o systemie rad narodowych i samorządu terytorialnego  rady narodowe stanowiły  przedstawicielskie organy władzy państwowej i podstawowe organy samorządu społecznego. Były zarazem organami samorządu terytorialnego ludności w gminach, miastach, dzielnicach miast i województwach. Rady narodowe miały urzeczywistniać władzę ludu pracującego miast i wsi, umacniać i rozwijać jego zdobycze, uczestniczyć w postępowej przebudowie społeczeństwa, strzec podstaw socjalistycznego państwa oraz praworządności ludowej.

### Nominalna samorządność i zadania rad narodowych
Rady narodowe miały tworzyć wraz z samorządem mieszkańców miast i wsi (powoływanym w jednostkach osiedleńczych wyodrębnionych z podstawowych jednostek terytorialnych) system samorządu terytorialnego, którego organy były właściwe do podejmowania wszelkich działań organizatorskich i gospodarczych zgodnie z zasadami uregulowanymi w ustawie. Nie był to jednak pełnoprawny samorząd terytorialny we współczesnym znaczeniu, rozumiany jako organizacja mieszkańców będąca przymusową korporacją prawa publicznego (a zatem osobą prawną) tworzoną przez mieszkańców danego obszaru, mających wspólne interesy i potrzeby publiczne, której ustawodawca konstytucyjny i zwykły powierza samorządowi uprawnienie stanowienia prawa miejscowego i wykonywanie znacznej części zadań z zakresu administracji lokalnej i regionalnej. Była to natomiast namiastka samorządu na wzór napoleońskiej Francji, w której faktycznie zniesiono administrację samorządową, pozostawiając instytucje samorządowe z nazwy, ale będące w rzeczywistości instytucjami państwowymi, a władze gminne (merowie) pochodziły z nominacji, a nie z wolnych wyborów, podczas gdy gminy stały się najniższym rządowym okręgiem administracyjnym (municypium). Analogicznie, gminy w Polsce po 1983 r. nadal nie posiadały osobowości prawnej, a ich organami wykonawczymi były terenowe organy administracji państwowej, podlegające co do zasady organom administracji państwowej wyższego stopnia. Radom narodowym organy te podlegały natomiast jedynie w sprawach działalności prowadzonej przez nie samodzielnie, której zakres był w praktyce bardzo ograniczony i obejmował – na zasadach określonych ustawami – działania na rzecz zaspokajania potrzeb ludności oraz rozwoju społeczno-gospodarczego i kulturalnego terenu, w szczególności poprzez:
- planowanie społeczno-gospodarcze i przestrzenne na danym terenie w formie rzeczowej i finansowej oraz organizowanie wykonania planów w tym zakresie,
- powoływanie przedsiębiorstw i zakładów dla wykonania zadań służących potrzebom ludności,
- wytyczanie kierunków i kontrolowanie pracy terenowych organów administracji państwowej,
- pobudzanie aktywności obywatelskiej służącej wszechstronnemu rozwojowi terenu oraz wykorzystaniu miejscowych zasobów i rezerw,
- inicjowanie i koordynowanie działań związanych z rozwojem terenu i zaspokajaniem potrzeb ludności.

### Rada narodowa stopnia podstawowego
W ustawie potwierdzono, że zasadniczy podział terytorialny państwa pozostał dwustopniowy. Jednostkami podziału terytorialnego stopnia podstawowego były gminy, miasta, a w miastach podzielonych na dzielnice – dzielnice miast.
Jednostkami podziału terytorialnego drugiego stopnia były województwa.
Rady narodowe stopnia podstawowego były właściwe we wszystkich sprawach należących do kompetencji rad narodowych, które nie zostały w drodze ustawowej zastrzeżone dla wojewódzkich rad narodowych.
W miastach powyżej 300 tys. mieszkańców, podzielonych na dzielnice, miejskie rady narodowe były właściwe w sprawach:
- stanowienia w sprawach podatków, opłat i świadczeń,
- planowania przestrzennego w zakresie określonym w przepisach szczególnych,
- stanowienia prawa miejscowego w sprawach innych,
- przedsiębiorstw i innych jednostek organizacyjnych mających znaczenie ogólnomiejskie.

### Właściwości wojewódzkich rad narodowych
Do właściwości wojewódzkich rad narodowych należały sprawy:
- określone w ustawach, w szczególności w zakresie obronności kraju, ochrony środowiska, ochrony przeciwpożarowej i zwalczania oraz zapobiegania klęskom żywiołowym,
- zastrzeżone do ich kompetencji w ustawach lub uchwałach Sejmu, dotyczących społeczno-gospodarczego i przestrzennego rozwoju terenu oraz zaspokajania potrzeb ludności,
- funkcjonowania jednostek zaopatrzenia rolnictwa w środki produkcji rolnej, wykonawstwa i remontu maszyn i urządzeń rolniczych oraz obsługi weterynaryjnej,
- funkcjonowania przedsiębiorstw produkcji rolniczej i rybackiej oraz obsługi rolnictwa, zwłaszcza elektryfikacji i robót melioracyjnych,
- funkcjonowania wyspecjalizowanych przedsiębiorstw gospodarki komunalnej, przedsiębiorstw budownictwa ogólnego, komunalnego i rolniczego, budowy i utrzymania dróg, produkcji materiałów budowlanych i transportu oraz jednostek zaopatrzenia budownictwa i biur projektowych,
- funkcjonowania produkcyjnych przedsiębiorstw terenowych oraz przedsiębiorstw i zakładów drobnej wytwórczości, handlu, usług i gastronomii,
- funkcjonowania placówek szkolnictwa ponadpodstawowego oraz instytucji wychowawczych i opiekuńczych o charakterze specjalistycznym,
- funkcjonowania szpitali, zakładów pomocy społecznej oraz jednostek transportu sanitarnego,
- funkcjonowania instytucji i placówek upowszechniania kultury, twórczości, usług kulturalnych oraz ochrony i rewaloryzacji zabytków,
- funkcjonowania obiektów sportowych i wypoczynkowych oraz przedsiębiorstw i instytucji turystycznych.

### Prawa i obowiązki radnego
Na radnego nałożono następujące prawa i obowiązki:
- radny miał prawo i obowiązek systematycznego i czynnego uczestniczenia w pracach rady narodowej oraz jej organach,
- przyczyniać się do kształtowania treści podejmowanych rozstrzygnięć przez wyrażanie ocen przedkładanych projektów,
- inicjować uchwały rady narodowej oraz zgłaszać wnioski,
- brać udział w działaniach kontrolnych rady narodowej,
- utrzymywać stałą więź z mieszkańcami oraz organizacjami społecznymi i samorządowymi,
- czerpać ze swoich kontaktów z mieszkańcami inspirację do pracy w radzie narodowej,
- zasięgać ich opinii w sprawach, jakie rada narodowa ma rozpatrywać,
- odbywać spotkania z wyborcami dla informowania ich o pracy rady i swoim udziale w tych pracach,
- uzyskiwać opinię wyborców w sprawach mających stanowić przedmiot obrad rady narodowej,
- przedstawiać wyborcom cele i kierunki polityki państwa oraz cele i kierunki działania rady narodowej,
- pozyskiwać udział wyborców i poparcie dla realizacji przyjętych celów i kierunków działania,
- przyjmować w swoim okręgu wyborczym wnioski, uwagi i skargi mieszkańców,
- zgłaszać interpelacji do terenowego organu administracji państwowej.

### Uprawnienia radnego
Radny korzystał z ochrony prawnej przewidzianej w przepisach dla funkcjonariuszy publicznych. Ochronie prawnej podlegał stosunek pracy radnego, nawiązany w trybie umowy o pracę, powołania, mianowania lub spółdzielczej umowy o pracę.
Rozwiązanie z radnym stosunku pracy wymagało uprzedniej zgody prezydium rady narodowej, której radny był członkiem.
Radny za udział w posiedzeniach rady narodowej, jej prezydium i komisji otrzymywał dietę z budżetu rady narodowej, na zasadach i w wysokości określonych przez Radę Państwa, a od 1989 r. Prezydenta Polskiej Rzeczypospolitej Ludowej.
Radnemu w związku z wykonywaniem mandatu przysługiwały:
- zwrot kosztów podróży i diety za zasadach obowiązujących pracowników urzędów państwowych,
- prawo do korzystania bezpłatnie z przejazdów środkami masowej komunikacji miejskiej oraz autobusami Państwowej Komunikacji Samochodowej i spółdzielni komunikacyjnych na obszarze działania rady narodowej.

## Zniesienie rad narodowych
Na podstawie ustawy z 1990 r. Przepisy wprowadzające ustawę o samorządzie terytorialnym i ustawę o pracownikach samorządowych zlikwidowano rady narodowe.